# SET Max
O Sony Entertainment Television Max é um canal generalista internacional que transmite duas das maiores paixões do público indiano: os filmes de bollywood e o críquete.